# پتاسیم هگزافلوروکوپرات(III)

پتاسیم هگزافلوروکوپرات(III) یک ترکیب معدنی با فرمول شیمیایی K3CuF6 است. این ترکیب به صورت جامد پارامغناطیس سبز رنگ است که نمونه ای نسبتاً نادر از ترکیب مس(III) است.

## سنتز و ساختار
این ترکیب با اکسید کردن مخلوط پتاسیم کلرید و مس(I) کلرید با فلوئور تهیه می‌شود:
3KCl + CuCl + 3F2 → K3CuF6 + 2Cl2
انواع آنالوگ‌های این ترکیب شناخته شده‌است. این ترکیب به راحتی با آب واکنش می‌دهد و محصولات آن اکسیژن و مس (II) است.